# 山伏小路
山伏小路（やまぶしこうじ）は、青森県八戸市の地名。

## 地理
八戸市の中央部に位置し、北に大字糠塚字古常泉下、東に鍛冶町、南に大字糠塚字長者山下・大字糠塚字長者山、南・西に長者一丁目、が面している。地区の面積は20133平方メートル。八戸市中心市街地の区域、長者地域に属する。

## 地名の由来
南部八戸の城下町によると「町名は山伏の教習場である山伏宿院があったことによる」記されている。

## 歴史

### 沿革
- 1872年（明治5年）町村役人廃止により大区小区制による地方行政制度に改められる[8]。山伏小路は九大区二小区の42村の一つに含まれた[9]。
- 1889年（明治22年）4月1日 - 町村制施行。三戸郡八戸町に属する[10]。
- 1929年（昭和4年） 市制施行に伴い、八戸市に属する[11]。

## 世帯数と人口
| 字           | 世帯数 | 人口 |
| 大字山伏小路 | 38世帯 | 57人 |
| 合計         | 38世帯 | 57人 |